# كريستوف بياوكارن
كريستوف بياوكارن (بالفرنسية: Christophe Beaucarne)‏ (و. 1965 – م) هو مصور سينمائي من بلجيكا.

## جوائز
حصل على جوائز منها:
- Magritte Award for Best Cinematography [الإنجليزية]‏، عن عمل: العهد الجديد جدًا [الإنجليزية]‏ (2016).

## وصلات خارجية
- كريستوف بياوكارن على موقع IMDb (الإنجليزية)
- كريستوف بياوكارن على موقع قاعدة بيانات الأفلام العربية
- كريستوف بياوكارن على موقع ألو سيني (الفرنسية)
- كريستوف بياوكارن على موقع أول موفي (الإنجليزية)
- كريستوف بياوكارن على موقع قاعدة بيانات الأفلام السويدية (السويدية)
- كريستوف بياوكارن على موقع قاعدة بيانات الفيلم (الإنجليزية)
- كريستوف بياوكارن على موقع كينوبويسك (الروسية)